# Earophila costiconfluens
Earophila costiconfluens là một loài bướm đêm trong họ Geometridae.